# Míchel
Míchel, pseudonimo di José Miguel González Martín del Campo (Madrid, 23 marzo 1963), è un allenatore di calcio ed ex calciatore spagnolo, di ruolo centrocampista, tecnico dell'Al-Qadisiya.

## Carriera

### Giocatore

Míchel al Real Madrid nel 1986, mentre subisce l'intervento in scivolata dello juventino Cabrini in una sfida di Coppa dei Campioni.

All'età di 13 anni faceva parte della cantera del Real Madrid. La sua esplosione risale ai primi anni ottanta quando, con la maglia del Castilla (la squadra riserve del Real Madrid), si mette in luce assieme a campioni quali Emilio Butragueño, Manuel Sanchís, Miguel Pardeza e Martín Vázquez, la celebre Quinta del Buitre. Le buone prestazioni inanellate da Míchel lo portano rapidamente in prima squadra. Nel 1988 fu colpito da una bottiglia mentre era sul campo, durante la seconda giornata della Liga 1991-1992 fece scalpore e fu multato per il suo metodo non ortodosso per turbare la concentrazione di Carlos Valderrama in una partita contro il Real Valladolid e fu pure squalificato per nove giornate per aver a suo tempo offeso e colpito l'arbitro Bruno Galler.
Con il Real ha vinto due Coppe UEFA, nel 1985 sconfiggendo gli ungheresi del Videoton FC Fehérvár (realizzando anche il gol del vantaggio nella finale di andata) e nel 1986 regolando i tedeschi del Colonia. Vinse la classifica dei cannonieri della Coppa dei Campioni nel 1988 con 4 reti. È stato eletto calciatore spagnolo dell'anno nel 1986 dal periodico sportivo Don Balón, e nel 1992 dal quotidiano El País.
Con la casacca della Nazionale spagnola ha disputato i Mondiali del 1986 in Messico, risultando fra i migliori centrocampisti della competizione, e i Mondiali del 1990 in Italia, dove segnò quattro reti: una tripletta alla Corea del Sud e un rigore al Belgio. Ha partecipato inoltre agli Europei del 1988 in Germania, in cui segnò una rete alla Danimarca. Complessivamente, con la maglia della Spagna, ha collezionato 66 presenze e realizzato 21 reti.

### Allenatore
Esordisce nella stagione 2005-2006 alla guida del Rayo Vallecano, club in quel momento in terza divisione spagnole e che riesce a far promuovere in seconda. Nel 2006-2007 viene scelta dal nuovo presidente del Real Madrid Ramón Calderón come nuovo tecnico del Real Madrid Castilla. L'anno seguente rimane sempre nel club madrileno come responsabile del settore giovanile, ruolo che ricopre fino al 3 ottobre 2008.
Il 29 aprile 2009 è assunto dal Getafe come sostituto di Victor Muñoz, salvandolo dalla retrocessione, risultato che gli vale il rinnovo di contratto. Nella stagione 2009-2010 porta in sesta posizione il Getafe, miglior piazzamento della storia che gli vale l'accesso all'Europa League. Nella stagione seguente il club non corre rischi in zona retrocessione, ma il presidente decide di non rinnovargli il contratto dopo un girone di ritorno molto irregolare. Lascia quindi la squadra gli Azulones alla fine della stagione 2010-2011.
Il 6 febbraio 2012 viene ingaggiato come allenatore del Siviglia firmando un contratto di sei mesi, che verrà automaticamente rinnovato se la squadra dovesse concludere la stagione tra le prime 4, cosa che non riesce a fare, non portando il club nei posti europei, ma nonostante questo si guadagna la fiducia anche per la stagione seguente. Il 14 gennaio 2013 viene esonerato dalla squadra dopo la sconfitta per 2-0 al Mestalla contro il Valencia.
Il 3 febbraio seguente è diventato l'allenatore dell'Olympiacos, subentrando ad Antōnīs Nikopolidīs che a sua volta aveva sostituito Leonardo Jardim nel corso della stagione. Nella sua prima stagione in Grecia ha guidato la squadra del Pireo alla vittoria del campionato greco aggiudicatosi il 10 marzo 2013 con 5 giornate di anticipo sul finale ed anche della coppa di Grecia. Alla seconda stagione vince nuovamente il campionato, ma viene eliminato in Coppa di Grecia dal PAOK e in Champions League dal Manchester United. Il 6 gennaio 2015, complice l'eliminazione alla fase ai gironi di Champions League ed un avvio di campionato poco brillante, viene sollevato dalla guida tecnica.
Il 19 agosto 2015 diventa il nuovo allenatore dell'Olympique Marsiglia, sostituendo il dimissionario Marcelo Bielsa. Nonostante l'esordio con un tennistico 6-0 rifilato al Troyes, dopo una serie di risultati negativi, il 19 aprile 2016, viene esonerato e sostituito dal francese Franck Passi. Il 7 marzo 2017 viene nominato allenatore del Málaga, in sostituzione dell'esonerato Marcelo Romero, con la squadra al 15º posto in campionato. Riesce a migliorare il rendimento della squadra, riuscendo a chiudere la stagione all'11º posto in classifica. Nella stagione seguente purtroppo il Malaga parte male e Michel viene esonerato il 13 gennaio 2018, con la squadra all'ultimo posto in classifica.
Il 20 maggio 2019 viene nominato allenatore del Pumas UNAM. Il 23 luglio 2020 rassegna le proprie dimissioni dal club messicano per problemi personali e familiari. Il 27 maggio 2021, viene annunciato il suo ritorno al Getafe dopo 10 anni dalla sua ultima esperienza con il club della comunità madrilena. Tuttavia, il 4 ottobre seguente, viene esonerato con la squadra ultima in classifica.
Nel settembre del 2022 torna all’Olympiakos ma dopo qualche mese viene esonerato dal club greco per il brutto rapporto con i giocatori nonostante si trovi a un solo punto in classifica dalla capolista Paok Salonicco.
La stagione seguente sostituisce Robbie Fowler sulla panchina dell’Al Qaddisha ottenendo la promozione in Saudi Professional League.

## Statistiche

### Cronologia presenze e reti in nazionale
| Cronologia completa delle presenze e delle reti in nazionale ― Spagna | Cronologia completa delle presenze e delle reti in nazionale ― Spagna | Cronologia completa delle presenze e delle reti in nazionale ― Spagna | Cronologia completa delle presenze e delle reti in nazionale ― Spagna | Cronologia completa delle presenze e delle reti in nazionale ― Spagna | Cronologia completa delle presenze e delle reti in nazionale ― Spagna | Cronologia completa delle presenze e delle reti in nazionale ― Spagna | Cronologia completa delle presenze e delle reti in nazionale ― Spagna |
| Data                                                                  | Città                                                                 | In casa                                                               | Risultato                                                             | Ospiti                                                                | Competizione                                                          | Reti                                                                  | Note                                                                  |
| --------------------------------------------------------------------- | --------------------------------------------------------------------- | --------------------------------------------------------------------- | --------------------------------------------------------------------- | --------------------------------------------------------------------- | --------------------------------------------------------------------- | --------------------------------------------------------------------- | --------------------------------------------------------------------- |
| 20-11-1985                                                            | Saragozza                                                             | Spagna                                                                | 0 – 0                                                                 | Austria                                                               | Amichevole                                                            | -                                                                     |                                                                       |
| 18-12-1985                                                            | Saragozza                                                             | Spagna                                                                | 2 – 0                                                                 | Bulgaria                                                              | Amichevole                                                            | 1                                                                     | 64’                                                                   |
| 22-1-1986                                                             | Las Palmas                                                            | Spagna                                                                | 2 – 0                                                                 | Unione Sovietica                                                      | Amichevole                                                            | -                                                                     |                                                                       |
| 19-2-1986                                                             | Elche                                                                 | Spagna                                                                | 3 – 0                                                                 | Belgio                                                                | Amichevole                                                            | -                                                                     | 76’                                                                   |
| 26-3-1986                                                             | Cadice                                                                | Spagna                                                                | 3 – 0                                                                 | Polonia                                                               | Amichevole                                                            | -                                                                     | 46’                                                                   |
| 1-6-1986                                                              | Guadalajara                                                           | Spagna                                                                | 3 – 0                                                                 | Polonia                                                               | Amichevole                                                            | -                                                                     | 46’                                                                   |
| 7-6-1986                                                              | Zapopan                                                               | Irlanda del Nord                                                      | 1 – 2                                                                 | Spagna                                                                | Mondiali 1986 - 1º turno                                              | -                                                                     |                                                                       |
| 12-6-1986                                                             | Monterrey                                                             | Algeria                                                               | 0 – 3                                                                 | Spagna                                                                | Mondiali 1986 - 1º turno                                              | -                                                                     | 67’                                                                   |
| 18-6-1986                                                             | Santiago de Querétaro                                                 | Danimarca                                                             | 1 – 5                                                                 | Spagna                                                                | Mondiali 1986 - Ottavi di finale                                      | -                                                                     | 59’ 83’                                                               |
| 22-6-1986                                                             | Puebla de Zaragoza                                                    | Belgio                                                                | 1 – 1 dts (5 – 4 dtr)                                                 | Spagna                                                                | Mondiali 1986 - Quarti di finale                                      | -                                                                     |                                                                       |
| 24-9-1986                                                             | Gijón                                                                 | Spagna                                                                | 3 – 1                                                                 | Grecia                                                                | Amichevole                                                            | -                                                                     | Ammonizione                                                           |
| 15-10-1986                                                            | Hannover                                                              | Germania Ovest                                                        | 2 – 2                                                                 | Spagna                                                                | Amichevole                                                            | -                                                                     | Ammonizione                                                           |
| 12-11-1986                                                            | Siviglia                                                              | Spagna                                                                | 1 – 0                                                                 | Romania                                                               | Qual. Euro 1988                                                       | 1                                                                     |                                                                       |
| 3-12-1986                                                             | Tirana                                                                | Albania                                                               | 1 – 2                                                                 | Spagna                                                                | Qual. Euro 1988                                                       | -                                                                     |                                                                       |
| 21-1-1987                                                             | Barcellona                                                            | Spagna                                                                | 1 – 1                                                                 | Paesi Bassi                                                           | Amichevole                                                            | -                                                                     | 67’                                                                   |
| 18-2-1987                                                             | Madrid                                                                | Spagna                                                                | 2 – 4                                                                 | Inghilterra                                                           | Amichevole                                                            | -                                                                     | 63’                                                                   |
| 1-4-1987                                                              | Vienna                                                                | Austria                                                               | 2 – 3                                                                 | Spagna                                                                | Qual. Euro 1988                                                       | -                                                                     |                                                                       |
| 29-4-1987                                                             | Bucarest                                                              | Romania                                                               | 3 – 1                                                                 | Spagna                                                                | Qual. Euro 1988                                                       | -                                                                     |                                                                       |
| 23-9-1987                                                             | Madrid                                                                | Spagna                                                                | 2 – 0                                                                 | Lussemburgo                                                           | Amichevole                                                            | -                                                                     | 46’                                                                   |
| 14-10-1987                                                            | Siviglia                                                              | Spagna                                                                | 2 – 0                                                                 | Austria                                                               | Qual. Euro 1988                                                       | 1                                                                     | 79’                                                                   |
| 18-11-1987                                                            | Siviglia                                                              | Spagna                                                                | 5 – 0                                                                 | Albania                                                               | Qual. Euro 1988                                                       | 1                                                                     |                                                                       |
| 27-1-1988                                                             | Valencia                                                              | Spagna                                                                | 0 – 0                                                                 | Germania Est                                                          | Amichevole                                                            | -                                                                     | 73’                                                                   |
| 23-3-1988                                                             | Bordeaux                                                              | Francia                                                               | 2 – 1                                                                 | Spagna                                                                | Amichevole                                                            | -                                                                     | 89’                                                                   |
| 27-4-1988                                                             | Madrid                                                                | Spagna                                                                | 0 – 0                                                                 | Scozia                                                                | Amichevole                                                            | -                                                                     |                                                                       |
| 1-6-1988                                                              | Salamanca                                                             | Spagna                                                                | 1 – 3                                                                 | Svezia                                                                | Amichevole                                                            | -                                                                     |                                                                       |
| 5-6-1988                                                              | Basilea                                                               | Svizzera                                                              | 1 – 1                                                                 | Spagna                                                                | Amichevole                                                            | -                                                                     |                                                                       |
| 11-6-1988                                                             | Hannover                                                              | Spagna                                                                | 3 – 2                                                                 | Danimarca                                                             | Euro 1988 - 1º turno                                                  | 1                                                                     |                                                                       |
| 14-6-1988                                                             | Francoforte                                                           | Italia                                                                | 1 – 0                                                                 | Spagna                                                                | Euro 1988 - 1º turno                                                  | -                                                                     | 73’                                                                   |
| 17-6-1988                                                             | Monaco di Baviera                                                     | Germania Ovest                                                        | 2 – 0                                                                 | Spagna                                                                | Euro 1988 - 1º turno                                                  | -                                                                     |                                                                       |
| 14-9-1988                                                             | Oviedo                                                                | Spagna                                                                | 1 – 2                                                                 | Jugoslavia                                                            | Amichevole                                                            | 1                                                                     |                                                                       |
| 12-10-1988                                                            | Siviglia                                                              | Spagna                                                                | 1 – 1                                                                 | Argentina                                                             | Amichevole                                                            | -                                                                     |                                                                       |
| 16-11-1988                                                            | Siviglia                                                              | Spagna                                                                | 2 – 0                                                                 | Irlanda                                                               | Qual. Mondiali 1990                                                   | -                                                                     |                                                                       |
| 21-12-1988                                                            | Siviglia                                                              | Spagna                                                                | 4 – 0                                                                 | Irlanda del Nord                                                      | Qual. Mondiali 1990                                                   | 1                                                                     |                                                                       |
| 22-1-1989                                                             | Ta' Qali                                                              | Malta                                                                 | 0 – 2                                                                 | Spagna                                                                | Qual. Mondiali 1990                                                   | 1                                                                     |                                                                       |
| 8-2-1989                                                              | Belfast                                                               | Irlanda del Nord                                                      | 0 – 2                                                                 | Spagna                                                                | Qual. Mondiali 1990                                                   | -                                                                     |                                                                       |
| 23-3-1989                                                             | Siviglia                                                              | Spagna                                                                | 4 – 0                                                                 | Malta                                                                 | Qual. Mondiali 1990                                                   | 2                                                                     |                                                                       |
| 26-4-1989                                                             | Dublino                                                               | Irlanda                                                               | 1 – 0                                                                 | Spagna                                                                | Qual. Mondiali 1990                                                   | -                                                                     |                                                                       |
| 20-9-1989                                                             | La Coruña                                                             | Spagna                                                                | 1 – 0                                                                 | Polonia                                                               | Amichevole                                                            | 1                                                                     | 69’                                                                   |
| 11-10-1989                                                            | Budapest                                                              | Ungheria                                                              | 2 – 2                                                                 | Spagna                                                                | Qual. Mondiali 1990                                                   | 1                                                                     |                                                                       |
| 15-11-1989                                                            | Siviglia                                                              | Spagna                                                                | 4 – 0                                                                 | Ungheria                                                              | Qual. Mondiali 1990                                                   | -                                                                     | 67’                                                                   |
| 13-12-1989                                                            | Santa Cruz de Tenerife                                                | Spagna                                                                | 2 – 1                                                                 | Svizzera                                                              | Amichevole                                                            | 1                                                                     |                                                                       |
| 21-2-1990                                                             | Alicante                                                              | Spagna                                                                | 1 – 0                                                                 | Cecoslovacchia                                                        | Amichevole                                                            | -                                                                     | 62’                                                                   |
| 28-3-1990                                                             | Malaga                                                                | Spagna                                                                | 2 – 3                                                                 | Austria                                                               | Amichevole                                                            | -                                                                     |                                                                       |
| 26-5-1990                                                             | Lubiana                                                               | Jugoslavia                                                            | 0 – 1                                                                 | Spagna                                                                | Amichevole                                                            | -                                                                     |                                                                       |
| 13-6-1990                                                             | Udine                                                                 | Uruguay                                                               | 0 – 0                                                                 | Spagna                                                                | Mondiali 1990 - 1º turno                                              | -                                                                     |                                                                       |
| 17-6-1990                                                             | Udine                                                                 | Corea del Sud                                                         | 1 – 3                                                                 | Spagna                                                                | Mondiali 1990 - 1º turno                                              | 3                                                                     |                                                                       |
| 21-6-1990                                                             | Verona                                                                | Spagna                                                                | 2 – 1                                                                 | Belgio                                                                | Mondiali 1990 - 1º turno                                              | 1                                                                     |                                                                       |
| 26-6-1990                                                             | Verona                                                                | Spagna                                                                | 1 – 2 dts                                                             | Jugoslavia                                                            | Mondiali 1990 - Ottavi di finale                                      | -                                                                     |                                                                       |
| 12-9-1990                                                             | Gijón                                                                 | Spagna                                                                | 3 – 0                                                                 | Brasile                                                               | Amichevole                                                            | 1                                                                     |                                                                       |
| 10-10-1990                                                            | Siviglia                                                              | Spagna                                                                | 2 – 1                                                                 | Islanda                                                               | Qual. Euro 1992                                                       | -                                                                     |                                                                       |
| 14-11-1990                                                            | Praga                                                                 | Cecoslovacchia                                                        | 3 – 2                                                                 | Spagna                                                                | Qual. Euro 1992                                                       | -                                                                     | 85’                                                                   |
| 19-12-1990                                                            | Siviglia                                                              | Spagna                                                                | 9 – 0                                                                 | Albania                                                               | Qual. Euro 1992                                                       | -                                                                     | 62’                                                                   |
| 16-1-1991                                                             | Castellón de la Plana                                                 | Spagna                                                                | 1 – 1                                                                 | Portogallo                                                            | Amichevole                                                            | -                                                                     | 46’                                                                   |
| 20-2-1991                                                             | Parigi                                                                | Francia                                                               | 3 – 1                                                                 | Spagna                                                                | Qual. Euro 1992                                                       | -                                                                     |                                                                       |
| 27-3-1991                                                             | Santander                                                             | Spagna                                                                | 2 – 4                                                                 | Ungheria                                                              | Amichevole                                                            | -                                                                     | 46’                                                                   |
| 17-4-1991                                                             | Cáceres                                                               | Spagna                                                                | 0 – 2                                                                 | Romania                                                               | Amichevole                                                            | -                                                                     |                                                                       |
| 4-9-1991                                                              | Oviedo                                                                | Spagna                                                                | 2 – 1                                                                 | Uruguay                                                               | Amichevole                                                            | -                                                                     |                                                                       |
| 25-9-1991                                                             | Reykjavík                                                             | Islanda                                                               | 2 – 0                                                                 | Spagna                                                                | Qual. Euro 1992                                                       | -                                                                     |                                                                       |
| 13-11-1991                                                            | Siviglia                                                              | Spagna                                                                | 2 – 1                                                                 | Cecoslovacchia                                                        | Qual. Euro 1992                                                       | 1                                                                     |                                                                       |
| 15-1-1992                                                             | Torres Novas                                                          | Portogallo                                                            | 0 – 0                                                                 | Spagna                                                                | Amichevole                                                            | -                                                                     | 46’                                                                   |
| 19-2-1992                                                             | Valencia                                                              | Spagna                                                                | 1 – 1                                                                 | Comunità degli Stati Indipendenti                                     | Amichevole                                                            | -                                                                     | 46’                                                                   |
| 11-3-1992                                                             | Valladolid                                                            | Spagna                                                                | 2 – 0                                                                 | Stati Uniti                                                           | Amichevole                                                            | -                                                                     | 46’                                                                   |
| 22-4-1992                                                             | Siviglia                                                              | Spagna                                                                | 3 – 0                                                                 | Albania                                                               | Amichevole                                                            | -                                                                     | 85’                                                                   |
| 9-9-1992                                                              | Santander                                                             | Spagna                                                                | 1 – 0                                                                 | Inghilterra                                                           | Amichevole                                                            | -                                                                     | 66’                                                                   |
| 14-10-1992                                                            | Belfast                                                               | Irlanda del Nord                                                      | 0 – 0                                                                 | Spagna                                                                | Qual. Mondiali 1994                                                   | -                                                                     | cap.                                                                  |
| 18-11-1992                                                            | Siviglia                                                              | Spagna                                                                | 0 – 0                                                                 | Irlanda                                                               | Qual. Mondiali 1994                                                   | -                                                                     |                                                                       |
| Totale                                                                |                                                                       | Presenze                                                              | 66                                                                    |                                                                       | Reti                                                                  | 21                                                                    |                                                                       |

### Statistiche da allenatore
Statistiche aggiornate al 1° giugno 2025.
| Stagione            | Squadra             | Campionato         | Campionato | Campionato | Campionato | Campionato | Coppe nazionali | Coppe nazionali | Coppe nazionali | Coppe nazionali | Coppe nazionali | Coppe continentali | Coppe continentali | Coppe continentali | Coppe continentali | Coppe continentali | Altre coppe | Altre coppe | Altre coppe | Altre coppe | Altre coppe | Totale | Totale | Totale | Totale | % Vittorie | Piazzamento |
| Stagione            | Squadra             | Comp               | G          | V          | N          | P          | Comp            | G               | V               | N               | P               | Comp               | G                  | V                  | N                  | P                  | Comp        | G           | V           | N           | P           | G      | V      | N      | P      | %          | Piazzamento |
| ------------------- | ------------------- | ------------------ | ---------- | ---------- | ---------- | ---------- | --------------- | --------------- | --------------- | --------------- | --------------- | ------------------ | ------------------ | ------------------ | ------------------ | ------------------ | ----------- | ----------- | ----------- | ----------- | ----------- | ------ | ------ | ------ | ------ | ---------- | ----------- |
| 2005-2006           | Rayo Vallecano      | SDB                | 38         | 16         | 14         | 8          | CR              | 2               | 1               | 0               | 1               | -                  | -                  | -                  | -                  | -                  | -           | -           | -           | -           | -           | 40     | 17     | 14     | 9      | 42,50      | 5º          |
| 2006-2007           | Real M. Castilla    | SD                 | 42         | 13         | 10         | 19         | -               | -               | -               | -               | -               | -                  | -                  | -                  | -                  | -                  | -           | -           | -           | -           | -           | 42     | 13     | 10     | 19     | 30,95      | 19º (retr.) |
| apr.-giu. 2009      | Getafe              | PD                 | 5          | 2          | 2          | 1          | CR              | -               | -               | -               | -               | -                  | -                  | -                  | -                  | -                  | -           | -           | -           | -           | -           | 5      | 2      | 1      | 1      | 40,00      | Sub., 17º   |
| 2009-2010           | Getafe              | PD                 | 38         | 17         | 7          | 14         | CR              | 8               | 4               | 1               | 3               | -                  | -                  | -                  | -                  | -                  | -           | -           | -           | -           | -           | 46     | 21     | 8      | 17     | 45,65      | 6º          |
| 2010-2011           | Getafe              | PD                 | 38         | 12         | 8          | 18         | CR              | 4               | 1               | 2               | 1               | UEL                | 8                  | 3                  | 2                  | 3                  | -           | -           | -           | -           | -           | 50     | 16     | 12     | 22     | 32,00      | 16º         |
| feb.-giu. 2012      | Siviglia            | PD                 | 17         | 7          | 3          | 7          | CR              | -               | -               | -               | -               | UEL                | -                  | -                  | -                  | -                  | -           | -           | -           | -           | -           | 17     | 7      | 3      | 7      | 41,18      | Sub., 9º    |
| 2012-gen. 2013      | Siviglia            | PD                 | 19         | 6          | 4          | 9          | CR              | 4               | 3               | 0               | 1               | -                  | -                  | -                  | -                  | -                  | -           | -           | -           | -           | -           | 23     | 9      | 4      | 10     | 39,13      | Eson.       |
| Totale Siviglia     | Totale Siviglia     | Totale Siviglia    | 36         | 13         | 7          | 16         |                 | 4               | 3               | 0               | 1               |                    |                    |                    |                    |                    |             |             |             |             |             | 40     | 16     | 7      | 17     | 40,00      |             |
| feb.-giu. 2013      | Olympiacos          | SL                 | 10         | 8          | 2          | 0          | CG              | 5               | 5               | 0               | 0               | UEL                | 2                  | 0                  | 0                  | 2                  | -           | -           | -           | -           | -           | 17     | 13     | 2      | 2      | 76,47      | Sub., 1°    |
| 2013-2014           | Olympiacos          | SL                 | 34         | 28         | 2          | 4          | CG              | 8               | 5               | 2               | 1               | UCL                | 8                  | 4                  | 1                  | 3                  | -           | -           | -           | -           | -           | 50     | 37     | 5      | 8      | 74,00      | 1°          |
| 2014-gen. 2015      | Olympiacos          | SL                 | 16         | 11         | 3          | 2          | CG              | 3               | 2               | 1               | 0               | UCL                | 6                  | 3                  | 0                  | 3                  | -           | -           | -           | -           | -           | 25     | 16     | 4      | 5      | 64,00      | Eson.       |
| 2015-apr. 2016      | Olympique Marsiglia | L1                 | 32         | 8          | 16         | 8          | CF+CdL          | 4+2             | 3+1             | 1+0             | 0+1             | UEL                | 8                  | 4                  | 1                  | 3                  | -           | -           | -           | -           | -           | 48     | 16     | 18     | 14     | 33,33      | Sub., Eson. |
| mar.-giu. 2017      | Málaga              | PD                 | 12         | 6          | 1          | 5          | CR              | -               | -               | -               | -               | -                  | -                  | -                  | -                  | -                  | -           | -           | -           | -           | -           | 12     | 6      | 1      | 5      | 50,00      | Sub., 11º   |
| 2017-gen. 2018      | Málaga              | PD                 | 19         | 3          | 2          | 14         | CR              | 2               | 0               | 1               | 1               | -                  | -                  | -                  | -                  | -                  | -           | -           | -           | -           | -           | 21     | 3      | 3      | 15     | 14,29      | Eson.       |
| Totale Málaga       | Totale Málaga       | Totale Málaga      | 31         | 9          | 3          | 19         |                 | 2               | 0               | 1               | 1               |                    |                    |                    |                    |                    |             |             |             |             |             | 33     | 9      | 4      | 20     | 27,27      |             |
| 2019-2020           | Pumas UNAM          | LMX                | 28         | 10         | 8          | 10         | CMX             | 6               | 3               | 2               | 1               | -                  | -                  | -                  | -                  | -                  | -           | -           | -           | -           | -           | 34     | 13     | 10     | 11     | 38,24      | 11º         |
| ago.-ott. 2021      | Getafe              | PD                 | 8          | 0          | 1          | 7          | CR              | -               | -               | -               | -               | -                  | -                  | -                  | -                  | -                  | -           | -           | -           | -           | -           | 8      | 0      | 1      | 7      | &0,00      | Eson.       |
| Totale Getafe       | Totale Getafe       | Totale Getafe      | 89         | 31         | 18         | 40         |                 | 12              | 5               | 3               | 4               |                    | 8                  | 3                  | 2                  | 3                  |             |             |             |             |             | 109    | 39     | 23     | 47     | 35,78      |             |
| set. 2022-apr. 2023 | Olympiacos          | SLE                | 23         | 15         | 7          | 1          | CG              | 5               | 3               | 1               | 1               | UEL                | 4                  | 0                  | 2                  | 2                  | -           | -           | -           | -           | -           | 32     | 18     | 10     | 4      | 56,25      | Sub., Eson. |
| Totale Olympiakos   | Totale Olympiakos   | Totale Olympiakos  | 83         | 62         | 14         | 7          |                 | 21              | 15              | 4               | 2               |                    | 20                 | 7                  | 3                  | 10                 |             |             |             |             |             | 124    | 84     | 21     | 19     | 67,74      |             |
| 2023-2024           | Al-Qadisiya         | SFD                | 34         | 22         | 7          | 5          | KC              | 1               | 0               | 0               | 1               | -                  | -                  | -                  | -                  | -                  | -           | -           | -           | -           | -           | 35     | 22     | 7      | 6      | 62,86      | 1º (prom.)  |
| 2024-2025           | Al-Qadisiya         | SPL                | 34         | 21         | 5          | 8          | KC              | 5               | 4               | 0               | 1               | -                  | -                  | -                  | -                  | -                  | -           | -           | -           | -           | -           | 39     | 25     | 5      | 9      | 64,10      | 4º          |
| Totale Al-Qadisiya  | Totale Al-Qadisiya  | Totale Al-Qadisiya | 68         | 43         | 12         | 13         |                 | 6               | 4               | 0               | 2               |                    | -                  | -                  | -                  | -                  |             | -           | -           | -           | -           | 74     | 47     | 12     | 15     | 63,51      |             |
| Totale carriera     | Totale carriera     | Totale carriera    | 447        | 205        | 102        | 140        |                 | 59              | 35              | 11              | 13              |                    | 36                 | 14                 | 6                  | 16                 |             |             |             |             |             | 542    | 254    | 119    | 169    | 46,86      |             |

## Palmarès

### Giocatore

#### Competizioni nazionali
- Coppa di Spagna: 3

Real Madrid: 1981-1982, 1988-1989, 1992-1993
- Coppa della Liga: 1

Real Madrid: 1985
- Campionato spagnolo: 6

Real Madrid: 1985-1986, 1986-1987, 1987-1988, 1988-1989, 1989-1990, 1994-1995
- Supercoppa di Spagna: 4

Real Madrid: 1988, 1989, 1990, 1993

#### Competizioni internazionali
- Coppa UEFA: 2

Real Madrid: 1984-1985, 1985-1986
- Coppa Iberoamericana: 1

Real Madrid: 1994

### Allenatore
- Campionato greco: 2

Olympiakos: 2012-2013, 2013-2014
- Coppa di Grecia: 1

Olympiakos: 2012-2013
- Prima Divisione (Arabia Saudita): 1

Al-Qadisiyya: 2023-2024